# بيفرلي غرانت (منافسة ألعاب القوى)
بيفرلي غرانت (بالإنجليزية: Beverly Grant)‏ هي منافسة ألعاب القوى جامايكية، ولدت في 25 سبتمبر 1970.

## وصلات خارجية
- بيفرلي غرانت على موقع الاتحاد الدولي لألعاب القوى (الإنجليزية)